# セントルシア代議院
セントルシア代議院（セントルシアだいぎいん、英語: House of Assembly of Saint Lucia）は、セントルシア議会の一部で、下院に相当する。代議員の議員は17名または18名であり、うち17名は単純小選挙区制で選出される議員で、もう1名は議員17名によって選出される議長であるが、議長は議員以外から選出されることもある。

## 選挙区
セントルシアは17の選挙区に分かれており、それぞれから議員1名が選出される。
- アンス・ラ・レイとカナリーズ
- バボンノー
- カストリーズ中部
- カストリーズ北部
- カストリーズ北東部
- カストリーズ南部
- カストリーズ南東部
- ショゼール
- デナリー北部
- デナリー南部
- グロス・イスレット
- ラボリー
- ミクッド北部
- ミクッド南部
- スフレ
- ビュー・フォート北部
- ビュー・フォート南部